# 伸和サービス
伸和サービス株式会社（しんわサービス）は、大阪府大阪市北区に本社を置く、西日本エリアを中心に高速道路交通規制事業や建物総合管理事業を展開するフジサンケイグループの企業。サンケイビルマネジメントの完全子会社。
またドラマ・映画・CMなどのロケ撮影における警備なども手掛けている。大規模ロケの実績を有しており、映画「プリンセス・トヨトミ」「交渉人 THE MOVIE タイムリミット高度10,000mの頭脳戦」をはじめ、多数の作品に撮影協力としてクレジットされている。

## 概要
1972年創業のビルメンテナンス会社。官公庁や民間などを対象としたビルメンテナンス業、警備業のほかに、放置車両確認事務も行なっている。

## 撮影ロケーション警備事業
伸和サービスは、ドラマ・映画作品を中心に、CMやバラエティ撮影においても多数の実績を有している。

### テレビドラマ
- ナニワ金融道（1996年・フジテレビ）
- ハタチの恋人（2007年・東京放送）
- ホームレス中学生2（2009年・フジテレビ）
- 砂の器（2011年・テレビ朝日）
- ランナウェイ〜愛する君のために（2011年・TBSテレビ）
- 東野圭吾ミステリーズ 第三話「エンドレス・ナイト」（2012年・フジテレビ）
- 泣いたらアカンで通天閣（2013年・読売テレビ）
- 半沢直樹（2013年・TBSテレビ）

### 映画
- 交渉人 THE MOVIE タイムリミット高度10,000mの頭脳戦（2010年）
- FLY！～平凡なキセキ～（2011年）
- プリンセス・トヨトミ（2011年）
- 黄金を抱いて翔べ（2012年）

## 本社・支社・営業所
関西エリア
- 本社/大阪府大阪市北区天神橋7丁目7-5
- 吹田営業所/大阪府吹田市青葉丘北8-22
- 神戸営業所/兵庫県神戸市中央区琴ノ緒町10-11
- 和歌山営業所/和歌山県

中国エリア
- 広島支社/広島県広島市南区段原南1-1-1-801

九州エリア
- 福岡支社/福岡県福岡市博多区山王1-1-32-201
- 久留米営業所/久留米市

## 沿革
- 1966年1月 - 創業。
- 1972年6月 - 伸和サービス株式会社設立。
- 1996年12月 - 吹田営業所開設。
- 2001年5月 - ISO14001取得(E031)
- 2007年5月 - 神戸営業所開設
- 2008年4月 - 広島営業所開設
- 2009年1月 - ISO9001：2000取得
- 2009年4月 - 福岡支社開設
- 2011年4月 - 名古屋営業所開設
- 2024年10月1日 - 全株式の取得により株式会社サンケイビルマネジメントの完全子会社となる[2]